# Adrián Ramos

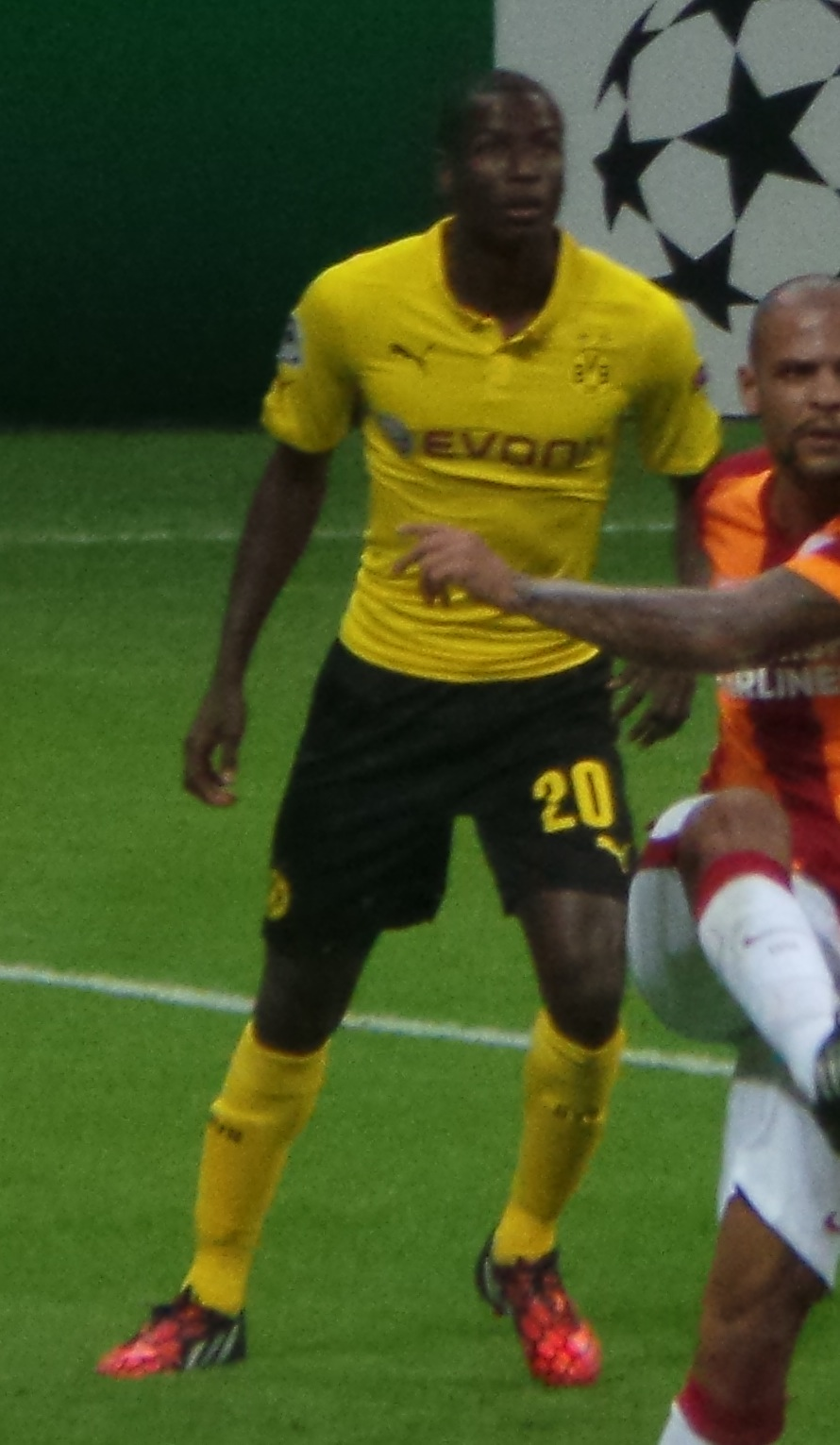
Adrián Ramos im Trikot von Borussia Dortmund (2014)

Gustavo Adrián Ramos Vásquez (* 22. Januar 1986 in Santander de Quilichao) ist ein kolumbianischer Fußballspieler.

## Karriere

### Vereine

#### Beginn in Kolumbien
„Adriancho“, wie er in Kolumbien genannt wird, begann seine Karriere bei América de Cali. Sein Profidebüt gab er am 13. März 2004. Über Leihgeschäfte war er zwischenzeitlich auch für den venezolanischen Verein FC Trujillanos und für den kolumbianischen Hauptstadtklub Santa Fe CD aktiv. 2007 kehrte er zu América de Cali zurück und erreichte 2008 das Finale der Kolumbianischen Meisterschaft, das er mit América gewinnen konnte.

#### Hertha BSC
Ende August 2009 – mit Ablauf der Transferfrist – verpflichtete ihn Hertha BSC für eine geschätzte Ablösesumme von 1,4 Millionen Euro. Hertha erwarb allerdings anfangs nur 80 % der Transferrechte, die übrigen 20 % gehörten bis Frühjahr 2013 weiterhin CD América de Cali. Kurz vor Beendigung der Zweitligasaison 2012/13 zahlte Hertha BSC weitere 600.000 Euro an Cali und war von diesem Zeitpunkt an im Besitz an 100 % der Transferrechte von Adrian Ramos. Sein Bundesliga-Debüt gab er am 12. September 2009 (5. Spieltag) – in der 83. Minute für Artur Wichniarek eingewechselt – bei der 1:2-Niederlage beim 1. FSV Mainz 05; sein erstes Tor gelang ihm am 21. November 2009 (13. Spieltag) beim 1:1-Unentschieden beim VfB Stuttgart – und das drei Minuten nach seiner Einwechslung. Am 11. Dezember 2009 (16. Spieltag) – beim 2:2-Unentschieden im Heimspiel gegen Bayer 04 Leverkusen – gelang ihm sein erster „Doppelpack“. 2010 stieg er mit der Hertha in die zweite Bundesliga ab, in der darauffolgenden Saison 2010/11 gelang Hertha jedoch der direkte Wiederaufstieg. Am 8. Juli 2011 wurde sein Vertrag bis 2015 verlängert.

#### Borussia Dortmund
Zur Saison 2014/15 wechselte Ramos zu Borussia Dortmund. Für den BVB debütierte er beim DFL-Supercup 2014 am 13. August 2014 beim 2:0-Sieg über den FC Bayern München und wenige Tage später im DFB-Pokal-Spiel gegen die Stuttgarter Kickers. Mit dem BVB gewann er 2017 den Pokal.

#### FC Granada
Ende Januar 2017 wurde Ramos bis zum Saisonende an den spanischen Erstligisten FC Granada ausgeliehen. Gleichzeitig wurde ein anschließender Transfer zum chinesischen Erstligisten Chongqing Lifan fixiert. Bis zum Saisonende erzielte er in 14 Spielen vier Tore, konnte den Abstieg in die Segunda División aber nicht verhindern. Trotz der Transfervereinbarung zwischen Borussia Dortmund und Chongqing Lifan stand er in der Saison 2017/18 weiter im Kader des FC Granada. In 26 Ligaspielen erzielte er vier Tore.

#### Rückkehr zu América de Cali
In der Winterpause 2020 der Categoría Primera A, der kolumbianischen ersten Liga, wechselte Ramos zurück zu América de Cali. Mit dem Verein gewann er direkt die kolumbianische Meisterschaft. In 18 Einsätzen steuerte Ramos neun Tore zum Titel bei.

### Nationalmannschaft
Mit der U17-Nationalmannschaft Kolumbiens nahm er 2003 an der Weltmeisterschaft in Finnland teil und belegte den vierten Platz, dabei schoss er drei Tore. Sein Debüt in der A-Nationalmannschaft feierte er am 6. Juni 2009 gegen Argentinien. Sein erstes Tor schoss er am 14. Oktober 2009 gegen Paraguay. Für die Weltmeisterschaft 2014 wurde er für den kolumbianischen Kader nominiert und kam im Gruppenspiel gegen Japan (4:1) über die volle Spielzeit und im Achtelfinale gegen Uruguay (2:0) in der Schlussphase zum Einsatz.

## Erfolge
- Kolumbianischer Meister (2): 2008-II und 2020
- Deutscher Zweitligameister (2): 2011 und 2013
- DFL-Supercup (1): 2014
- DFB-Pokal (1): 2017